# Ludwig Stössel
Ludwig Stössel (Lockenhaus, 12 febbraio 1883 – Los Angeles, 29 gennaio 1973) è stato un attore austriaco.

## Biografia
Stössel iniziò a recitare a 17 anni sul palcoscenico, specializzandosi in ruoli di caratterista nei teatri più prestigiosi della Germania. Nel 1926, all'età di 43 anni, fece il suo debutto cinematografico con un piccolo ruolo nel film muto In der Heimat, da gibt's ein Wiedersehn!. Recitò in una dozzina di film muti fra cui La danzatrice di corda (1929) di Karl Grune. Il suo primo film sonoro fu Lo scandalo di Eva (1930) di Georg Wilhelm Pabst, cui seguì Il ventaglio della Pompadour (1931) di Max Neufeld. Nello stesso anno interpretò il ruolo di un albergatore nella commedia tedesca Die Koffer des Herrn O.F., con Peter Lorre e Hedy Lamarr. Nel 1932 interpretò Riederer nel film drammatico Il grande agguato. Nel 1933 ebbe una piccola parte nel celebre thriller Il testamento del dottor Mabuse, diretto da Fritz Lang, film che fu poi proibito dal governo nazista. Il suo ultimo film in Germania fu la commedia Heimkehr ins Glück (1933) di Carl Boese.
Di origini ebraiche, Stössel fu costretto a lasciare la Germania quando Adolf Hitler salì al potere nel 1933. Tornò in Austria per dedicarsi principalmente al teatro ma apparve anche in alcuni film, tra cui la commedia Eine Nacht in Venedig (1934). Nel 1938, con l'annessione dell'Austria alla Germania nazista, Stössel fu imprigionato diverse volte prima di riuscire a fuggire da Vienna e raggiungere Londra. Apparve in due produzioni cinematografiche britanniche per poi raggiungere Hollywood nel 1939. Qui fece il suo debutto cinematografico nel 1940, interpretando un pastore cecoslovacco durante la presa del potere da parte dei nazisti nel dramma bellico Four Sons, con Don Ameche. Recitò in numerosi film accanto all'attrice Ilka Grüning, tra cui Delitti senza castigo (1942), Tra le nevi sarò tua (1942) e Casablanca (1942), in cui interpretarono i coniugi Leuchtag, che cercano di lasciare l'Europa per l'America. Sempre nel 1942, Stössel interpretò il ruolo del padre del giocatore di baseball Lou Gehrig (Gary Cooper) nel film L'idolo delle folle.
Nella prima metà degli anni quaranta l'attore interpretò numerosi ruoli secondari, spesso di amabili signori anziani, in film come Convoglio verso l'ignoto (1943) con Humphrey Bogart, Il pazzo di Hitler (1943), nel ruolo del sindaco di una cittadina che viene spazzata via da un'azione di rappresaglia nazista per l'assassinio del comandante delle SS Reinhard Heydrich, La follia di Barbablù (1944) di Edgar G. Ulmer, e l'horror La voce magica (1944) con Boris Karloff. Nello stesso anno recitò con l'attrice Elsa Janssen, per interpretare i coniugi Steelman, una coppia che caccia di casa il figlio traditore filo-nazista, interpretato da George Sanders (che in realtà lavora sotto copertura per il governo statunitense), nel film di spionaggio They Came to Blow Up America. Nel 1945 i due attori si riunirono nuovamente nel B movie Lo sterminatore, e Stössel apparve in un altro horror, La casa degli orrori, con John Carradine, Lon Chaney Jr. e Glenn Strange. Apparve inoltre nella scena iniziale del musical Jolanda e il re della samba con Fred Astaire.
Alla fine della seconda guerra mondiale, nel 1945, Stössel decise rimanere nel suo paese d'adozione, continuando la carriera cinematografica. Nel 1946 recitò nuovamente accanto a Ilka Grüning nel dramma Tentazione, con Merle Oberon, George Brent e Paul Lukas, poi ottenne un piccolo ruolo interpretando Albert Einstein in La morte è discesa a Hiroshima (1947). Nel 1948 interpretò uno dei professori nel musical Venere e il professore con Danny Kaye e Virginia Mayo. Nel 1949, Grünig e Stössel apparvero nel loro ultimo film insieme, il dramma in costume Il grande peccatore, con Gregory Peck e Ava Gardner. Durante gli anni cinquanta apparve, fra gli altri, nei musical Chiamatemi Madame (1953) e Così parla il cuore (1954). La sua ultima apparizione cinematografica fu in un piccolo ruolo nel film Cafè Europa (1960), con Elvis Presley.
Attivo anche sul piccolo schermo, nel 1955 Stössel recitò in una versione televisiva di Casablanca. Fece due apparizioni come guest star nella serie poliziesca Perry Mason, e interpretò il ruolo del padre di Charles Bronson nella serie televisiva Man with a Camera. Dal 1953 al 1963 recitò in altre serie come Ramar of the Jungle, Scienza e fantasia, Papà ha ragione e Io e i miei tre figli.
Stössel morì il 29 gennaio 1973 a Beverly Hills per le conseguenze di una caduta, pochi giorni prima del suo 90° compleanno. Fu cremato all'Hollywood Forever Cemetery e le ceneri furono riportate a Vienna, in Austria.

## Filmografia parziale

### Cinema
- La danzatrice di corda (Katharina Knie), regia di Karl Grune (1929)
- Die Privatsekretärin, regia di Wilhelm Thiele (1931)
- Königin einer Nacht, regia di Fritz Wendhausen (1931)
- Elisabetta d'Austria (Elisabeth von Österreich), regia di Adolf Trotz (1931)
- Il ventaglio della Pompadour (Opernredoute), regia di Max Neufeld (1931)
- Hilfe! Überfall!, regia di Johannes Meyer (1931)
- Die Koffer des Herrn O.F., regia di Alexis Granowsky (1931)
- Man braucht kein Geld, regia di Carl Boese (1931)
- Zum goldenen Anker, regia di Alexander Korda (1932)
- La contessa di Montecristo (Die Gräfin von Monte-Christo), regia di Karl Hartl (1932)
- Il grande agguato (Der Rebell), regia di Curtis Bernhardt, Edwin H. Knopf e Luis Trenker (1932)
- Il testamento del dottor Mabuse (Das Testament des Dr. Mabuse), regia di Fritz Lang (1933)
- Il corridore di maratona (Der Läufer von Marathon), regia di Ewald André Dupont (1933)
- Nordpol - Ahoi!, regia di Andrew Marton (1934)
- Eine Nacht in Venedig, regia di Robert Wiene (1934)
- Four Sons, regia di Archie Mayo (1940)
- Balla, ragazza, balla (Dance, Girl, Dance), regia di Dorothy Arzner (1940)
- Gli amanti (Back Street), regia di Robert Stevenson (1941)
- Duello mortale (Man Hunt), regia di Fritz Lang (1941)
- Ciao amici! (Great Guns), regia di Monty Banks (1941)
- Sesta colonna (All Through the Night), regia di Vincent Sherman (1942)
- Delitti senza castigo (Kings Row), regia di Sam Wood (1942)
- La donna del giorno (Woman of the Year), regia di George Stevens (1942)
- Musica sulle nuvole (I Married an Angel), regia di W.S. Van Dyke (1942)
- L'idolo delle folle (The Pride of the Yankees), regia di Sam Wood (1942)
- Tra le nevi sarò tua (Iceland), regia di H. Bruce Humberstone (1942)
- Gianni e Pinotto detectives (Who Done It?), regia di Erle C. Kenton (1942)
- Casablanca, regia di Michael Curtiz (1942)
- La febbre dell'oro nero (Pittsburgh), regia di Lewis Seiler (1942)
- Al di sopra di ogni sospetto (Above Suspicion), regia di Richard Thorpe (1943)
- Convoglio verso l'ignoto (Action in the North Atlantic), regia di Lloyd Bacon (1943)
- Il pazzo di Hitler (Hitler's Madman), regia di Douglas Sirk (1943)
- Tua per sempre (Hers to Hold), regia di Frank Ryan (1943)
- La voce magica (The Climax), regia di George Waggner (1944)
- La follia di Barbablù (Bluebeard), regia di Edgar G. Ulmer (1944)
- Lake Placid Serenade, regia di Steve Sekely (1944)
- Lo sterminatore (Dillinger), regia di Max Nosseck (1945)
- Sua altezza e il cameriere (Her Highness and the Bellboy), regia di Richard Thorpe (1945)
- Jolanda e il re della samba (Yolanda and the Thief), regia di Vincente Minnelli (1945)
- La casa degli orrori (House of Dracula), regia di Erle C. Kenton (1945)
- Maschere e pugnali (Cloak and Dagger), regia di Fritz Lang (1946)
- Tentazione (Temptation), regia di Irving Pichel (1946)
- La morte è discesa a Hiroshima (The Beginning or the End), regia di Norman Taurog (1947)
- Canto d'amore (Song of Love), regia di Clarence Brown (1947)
- Ti avrò per sempre (This Time for Keeps), regia di Richard Thorpe (1947)
- Non mi sfuggirai (Escape Me Never), regia di Peter Godfrey (1947)
- Venere e il professore (A Song Is Born), regia di Howard Hawks (1948)
- Il grande peccatore (The Great Sinner), regia di Robert Siodmak (1949)
- L'affascinante bugiardo (As Young as You Feel), regia di Harmon Jones (1951)
- L'ingenua maliziosa (Too Young to Kiss), regia di Robert Z. Leonard (1951)
- Corriere diplomatico (Diplomatic Courier), regia di Henry Hathaway (1952)
- La vedova allegra (The Merry Widow), regia di Curtis Bernhardt (1952)
- Fuga all'ovest (No Time for Flowers), regia di Don Siegel (1952)
- Il sole splende alto (The Sun Shines Bright), regia di John Ford (1953)
- Chiamatemi Madame (Call Me Madam), regia di Walter Lang (1953)
- Così parla il cuore (Deep in My Heart), regia di Stanley Donen (1954)
- Io e il colonnello (Me and the Colonel), regia di Peter Glenville (1958)
- Dalla Terra alla Luna (From the Earth to the Moon), regia di Byron Haskin (1958)
- L'angelo azzurro (The Blue Angel), regia di Edward Dmytryk (1959)
- Cafè Europa (G.I. Blues), regia di Norman Taurog (1960)

### Televisione
- Ramar of the Jungle – serie TV, 6 episodi (1953-1954)
- The Public Defender – serie TV, episodio 2x09 (1954)
- Lux Video Theatre – serie TV, 2 episodi (1955-1956)
- Scienza e fantasia (Science Fiction Theatre) – serie TV, episodi 1x08-2x24 (1955-1956)
- Papà ha ragione (Father Knows Best) – serie TV, 2 episodi (1956-1958)
- Man with a Camera – serie TV, 7 episodi (1958-1959)
- Perry Mason – serie TV, episodi 1x37-2x12 (1958-1959)
- Hong Kong – serie TV, episodio 1x03 (1960)
- Io e i miei tre figli (My Three Sons) – serie TV, episodio 2x05 (1961)

## Doppiatori italiani
- Mario Corte in Casablanca, Corriere diplomatico, Il grande peccatore, La vedova allegra
- Nino Camarda ne Gli amanti, Tua per sempre, La casa degli orrori
- Lauro Gazzolo in Ciao amici!, Canto d'amore
- Amilcare Pettinelli in Al di sopra di ogni sospetto, Gianni e Pinotto detectives
- Corrado Racca in Maschere e pugnali
- Olinto Cristina in Sesta colonna
- Loris Gizzi in Venere e il professore
- Carlo Romano ne Il sole splende alto
- Armando Bandini in Dalla Terra alla Luna